# Ceratocombidae

Ceratocombidae  (лат.) — семейство хищных клопов. Более 50 видов. Встречаются всесветно, большинство в тропиках и субтропиках. В Палеарктике известен Ceratocombus corticalis. Длина тела от 1,5 до 3,0 мм. Окраска от желтоватой до темно-коричневой. Для Ceratocombinae характерно (уникальное среди Dipsocoromorpha) симметричные брюшко и гениталии у самцов. Представители африканских видов Feshina schmitzi и Kvamula coccinelloides имеют колеоптеровидную форму тела (первые похожи на жуков-водобродок, а вторые — на божьих коровок).

## Систематика
В мировой фауне насчитывается более 50 видов этого семейства (8 родов и 2 подсемейства: Ceratocombinae и Trichotonanninae).
- Подсемейство Ceratocombinae
  - Триба Ceratocombini
    - Ceratocombus (более 25 видов)
    - Feshina (Feshina schmitzi) — Заир
    - Leptonannus — Неарктика, Неотропика, Афротропика

  - Триба Issidomimini
    - Issidomimus — Юго-Восточная Азия
    - Kvamula — Вьетнам
    - Muatianvuaia (Kvamula coccinelloides) — Афротропика
- Подсемейство Trichotonanninae
  - Trichotonannus — Афротропика, Мадагаскар, Юго-Восточная Азия